# Maria Niedźwiałowska
Maria Niedźwiałowska, ros. Мария Мечиславовна Недзвяловская (ur. w 1896 r. w Szpikowie w guberni podolskiej, zm. 13 sierpnia 1937 r. w Moskwie) – polska działaczka niepodległościowa, radziecka funkcjonariuszka służb specjalnych.
Miała wyższe wykształcenie. Od 1918 roku działała w kijowskiej Polskiej Organizacji Wojskowej (POW). Wykonywała zadania wywiadowcze na rzecz polskiego wywiadu wojskowego. W 1920 roku  została aresztowana przez CzeKa. Przeszła na stronę Sowietów. Objęła służbę w Oddziale Kontrwywiadowczym CzeKa. W 1926 roku  skierowano ją do Włoch. Po powrocie do Moskwy kontynuowała służbę w Oddziale Kontrwywiadowczym OGPU. W 1933 roku  odeszła ze służby. W połowie maja 1937 roku  została aresztowana przez NKWD. Po procesie skazano ją na karę śmierci wykonaną 13 sierpnia tego roku.